# Grip (Norwegen)
Grip ist eine Inselgruppe nordwestlich von Kristiansund im norwegischen Fylke Møre og Romsdal.

## Inselgruppe
Die Inselgruppe Grip besteht aus 82 kleinen Inseln und Felsen im Nordmeer, 15 Kilometer nordwestlich von Kristiansund. Nur die größte Insel Gripholmen ist bewohnbar. Im Süden von Gripholmen liegt der Hafen, der von zwei Molen geschützt wird. Weitere Molen schützen das Dorf vor den Wellen des Ozeans. Der höchste Punkt liegt nur 10 Meter über dem Meeresspiegel.
Der Leuchtturm von Grip, Grip fyr, wurde 1888 auf der nahen Insel Bratthårskollen, nördlich von Gripholmen, erbaut. Der 44 Meter hohe, gusseiserne Leuchtturm steht auf einem gemauerten Fundament und ist der Zweithöchste in Norwegen. Sein Licht ist 19 Seemeilen weit zu sehen. Von 1947 bis 1986 wurde hier eine Radiostation betrieben.
Seit 1977 ist der Leuchtturm von Grip unbemannt, seit 2000 steht er unter Denkmalschutz.

## Fischerdorf
Erste Anzeichen einer Besiedlung von Grip stammen aus dem 9. Jahrhundert, als Fischer in der Nähe der Fischgründe siedelten. Während des Monopols der Hanse wurde der Export von norwegischem Fisch zu einem wichtigen Wirtschaftszweig.
Der Trondheimer Händler Hans Hornemann kaufte die Insel 1728 von König Friedrich IV. und machte die Fischer im Prinzip zu Vasallen. Die Fischer mussten den Fang zu jedem Preis an die Händler verkaufen. Die Händler kauften auch die meisten privaten Besitztümer.
In den Jahren 1796 und 1804 wurden große Teile des Dorfes von Stürmen zerstört.
Die Einwohnerzahl von Grip schwankte, je nachdem wie profitabel die Fischerei war, zwischen 100 und 400 Einwohnern. In der Hochsaison konnten bis zu 2000 Menschen auf der Insel wohnen. Als die Gemeinde Grip am 1. Januar 1964 nach Kristiansund eingemeindet wurde, hatte Grip 104 Einwohner. Die Bevölkerung nahm jedoch stetig ab, und im Dezember 1974 verließen die letzten Bewohner, Hildur und Kaspar Larsen, das Dorf.
Im Sommer ist das verlassene Dorf ein beliebter Urlaubsort. Bis zu 250 Menschen verbringen jedes Jahr ihren Urlaub hier. Ein Hochgeschwindigkeitsschiff verbindet Grip im Sommer ein- oder zweimal täglich in 30 Minuten mit Kristiansund, außerdem verkehren regelmäßig langsamere Schiffe. Dieselgeneratoren erzeugen von 7 bis 23 Uhr Strom, ein Funkturm in Kristiansund ermöglicht Handynutzung. Die ehemalige Schule fungiert heute als Gasthaus und Post.

### Stabkirche
Die Stabkirche von Grip wurde vermutlich um 1470 erbaut. Sie steht am höchsten Punkt der Insel. 1621 wurde die Kirche umgebaut und 1933 restauriert.
Genutzt wird die Kirche heute nur noch jeden dritten Sonntag. Ein Priester aus Kristiansund hält dann einen Gottesdienst für die Urlauber. Bereits seit 1635 lebt kein Priester mehr auf Grip.
Da der Boden auf der Insel felsig ist, gibt es auf Grip keinen Friedhof. Verstorbene mussten deshalb zu einem Friedhof auf dem Festland gebracht werden, meistens nach Bremsnes auf Averøy.

## Kommune
Im Zuge der Demokratisierung wurde 1897 die Kommune (Gemeinde) Grip gegründet. Die Gesellschaft blieb jedoch zunächst feudalistisch. 1909 kaufte die Kommune das Dorf von Ludvig Williamsen. Der Händler aus Kristiansund hatte bis dahin das komplette Dorf, bis auf die Schule, Kirche, und drei Häuser, besessen. Der Kaufpreis von 110.000 norwegischen Kronen wurde durch einen Kredit aufgebracht. In der Folgezeit verkaufte die Kommune die Häuser an ihre Bewohner.
Die Kommune Grip umfasste 0,48 km² und war damit die kleinste Kommune in Norwegen.